# Sapas Mons

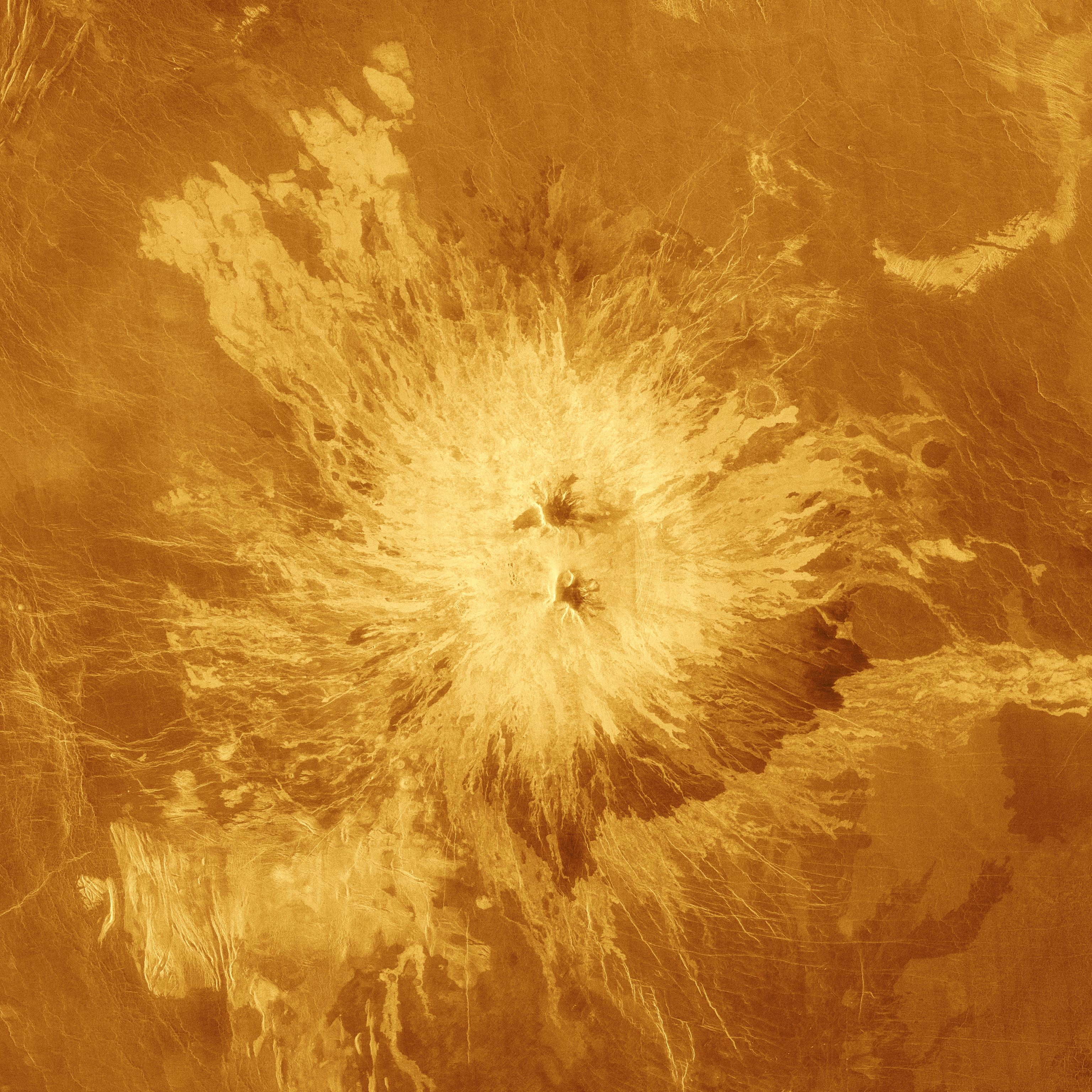
Ảnh chụp màu giả của Sapas Mons từ trên cao.

Sapas Mons là một núi lửa lớn nằm tại khu vực Atla Regio của Sao Kim.

## Miêu tả
Sapas được đặt theo tên của nữ thần mặt trời Canaanite. Nó có chiều dài khoảng 400 km (250 mi) và cao 1,5 km (0,93 mi). Cánh của nó cho thấy nhiều dòng dung nham chồng chéo. Các luồng tối ở phía dưới bên phải của hình ảnh radar được cho là mượt mà hơn các luồng sáng hơn gần phần trung tâm của núi lửa. Nhiều dòng chảy dường như đã phun trào dọc theo sườn của núi lửa chứ không phải từ đỉnh núi đôi. Kiểu phun trào sườn này là phổ biến trên các núi lửa lớn trên Trái Đất, chẳng hạn như núi lửa Hawaii. Khu vực đỉnh núi có hai mesas trên đỉnh phẳng, có phần ngọn nhẵn cho hình dạng tương đối tối trong hình ảnh radar. Cũng nhìn thấy gần đỉnh là các nhóm hố, một số rộng tới một km (0,6 dặm). Chúng được cho là đã hình thành khi các khoang magma dưới lòng đất được dẫn lưu qua các ống dưới bề mặt khác và dẫn đến sự sụp đổ ở bề mặt. Một miệng hố va chạm có đường kính 20 km (12 mi) ở phía đông bắc của núi lửa bị chôn vùi một phần bởi dòng dung nham. Người ta biết rất ít về Atla Regio trước cuộc thăm dò của Magellan. Dữ liệu mới, được thu thập vào tháng 2 năm 1991, cho thấy khu vực này bao gồm ít nhất năm ngọn núi lửa lớn như Sapas Mons, thường được liên kết bởi các hệ thống gãy xương hoặc vùng rạn nứt phức tạp. Nếu có thể so sánh với các tính năng tương tự trên Trái Đất, Atla Regio có lẽ đã hình thành khi một khối lượng lớn đá nóng chảy nổi lên từ các khu vực bên trong Sao Kim được gọi là 'điểm nóng'.